# 金达莱花菜
參數所指定的目標頁面不存在，建議更正成存在頁面或直接建立下列一個頁面（建立前請先搜尋是否有合適的存在頁面可以取代）：
- 杜鹃花菜 (白族)

金达莱花菜（韓語：진달래화채）也称杜鹃花菜，是一种花菜，属于朝鲜半岛的传统甜品。由金达莱花、五味子、绿豆淀粉、松仁、白糖、蜂蜜等制成。
制法是，将金达莱花去蒂后的花瓣洗净，蘸上绿豆淀粉，在沸水中焯一下。再将金达莱花瓣放入加了糖和蜂蜜的五味子水中即可。
传统上会在农历三月三日食用金达莱花菜。